# Oakland 1955
Oakland 1955 è un album live del pianista statunitense Sonny Clark, pubblicato dalla Uptown Records nel 1995.
Il disco fu registrato dal vivo il 13 gennaio del 1955 al Mocambo Club di Oakland in California (Stati Uniti).

## Tracce
1. What's New? – 7:11 (Johnny Burke, Bob Haggart)
2. Willow Weep for Me – 6:26 (Ann Ronell)
3. There Will Never Be Another You – 6:46 (Mack Gordon, Harry Warren)
4. D & E – 5:19 (John Lewis)
5. All the Things You Are – 4:13 (Jerome Kern, Oscar Hammerstein II)
6. But Not for Me – 5:13 (George Gershwin, Ira Gershwin)
7. Bag's Groove – 5:13 (Milt Jackson)
8. You Go to My Head – 5:48 (J. Fred Coots, Haven Gillespie)
9. Between the Devil and the Deep Blue Sea – 7:48 (Harold Arlen, Ted Koehler)
10. A Night in Tunisia – 8:46 (Dizzy Gillespie, Frank Paparelli)
11. Ow! – 6:07 (Dizzy Gillespie)
12. Theme – 3:11 (Kenny Dorham)

## Musicisti
- Sonny Clark - pianoforte
- Jerry Good - contrabbasso
- Al Randall - batteria